# ジェーン・ラッセル
ジェーン・ラッセル（Jane Russell, 1921年6月21日 - 2011年2月28日）は、ミネソタ州ビミジ出身の女優。
1940年代から1950年代を代表するグラマー女優だった。

## 略歴
本名はアーネスティン・ジェーン・ジェラルディン・ラッセル（Ernestine Jane Geraldine Russell）。ジェーンが幼年期に、カリフォルニア州サンフェルナンド・ヴァレーへ移住。父親が若くして亡くなったため、写真のモデルをして家計を助けた。1940年、ハワード・ヒューズが制作する映画『ならず者』のヒロイン・オーディションに合格。主人公がビリー・ザ・キッドなど西部の荒くれ者ばかりのため、野性的で肉感的なヒロイン像を描いていたヒューズの好みにぴたりと合ったのである。
ヒューズは監督を交代させ自身が監督となり、映画の宣伝のために胸元を大きく開いたジェーンの写真を宣伝用に大量にばらまいた。第二次世界大戦のため前線にいる兵士たち用にも、ブロマイドを作成して配布した。一年がかりで完成した映画は、1943年に公開。当時としては際どいシーンが検閲に触れ、公開禁止運動が巻き起こり上映中止に追い込まれた。しかし、この作品でジェーン・ラッセルはセックス・シンボルとして名前が知られるようになった。のち20世紀フォックス社と契約。マリリン・モンローと共演したミュージカル映画『紳士は金髪がお好き』では、マリリンと並ぶ圧倒的人気を得た。

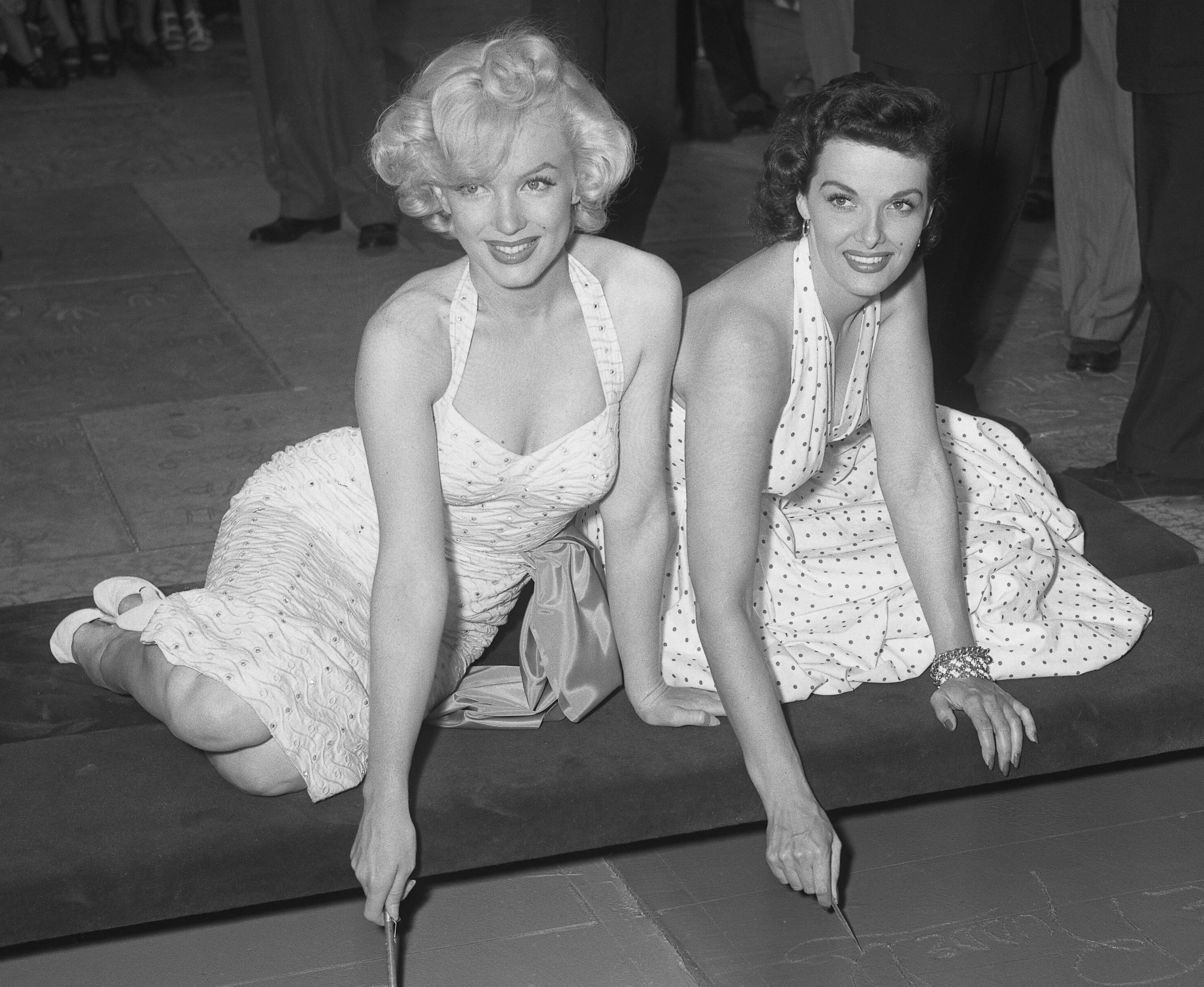
マリリン・モンローとジェーン・ラッセル

2011年2月28日、呼吸不全のためカリフォルニア州サンタマリアの自宅で死去。89歳没。

## 人物

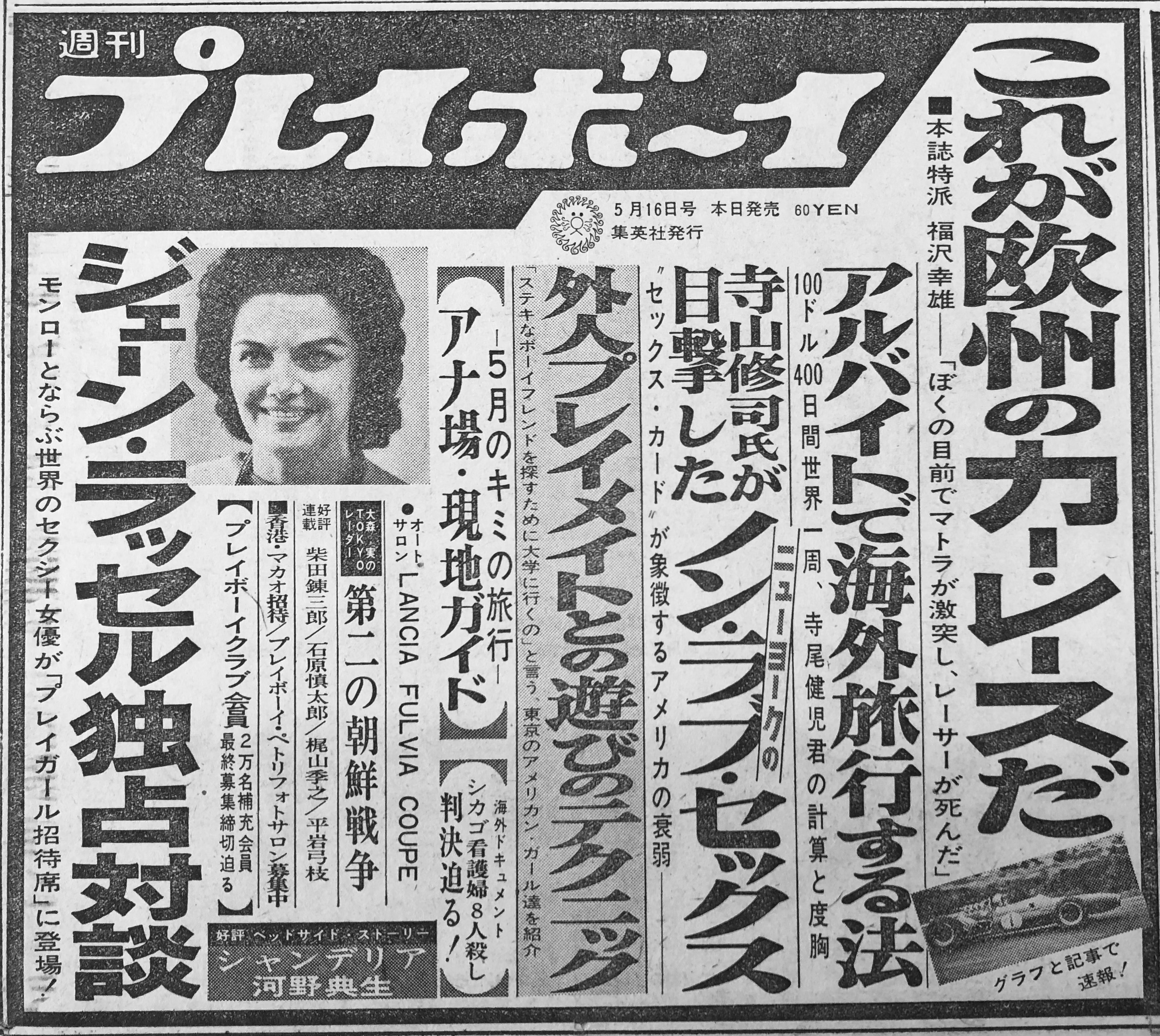
『週刊プレイボーイ』1967年5月16日号の新聞広告

『紳士は金髪がお好き』の撮影中、ゴシップ誌はジェーンとマリリンの不仲を望んだが、2人は大変に仲が良かった。気っぷの良い姉御肌のジェーンが、内気で神経過敏なマリリンを常にかばい、マスコミ取材には防御役となった。当時公開の宣伝資料によると「お互いの楽器の相違をわきまえた和気あいあいとした撮影現場」だったという。
ジェーンとマリリンの際どい写真が欲しいカメラマンが近づくと、マリリンは控え室に籠もって出てこなかった。代わって彼らの処理をするのがジェーンの役目で、彼女はカメラマンの下品なジョークも悠然と受けて立ち、彼らの希望に応えてポーズをとった。
ロスアンジェルスにあるチャイニーズシアターの手形とサイン他は、モンローと共に押したものである。このシーンは「紳士は金髪がお好き」のDVD特典で見ることが可能である。
マリリンの死後同映画での共演のエピソードを尋ねられた際にはいつも「大変チャーミングで繊細な素敵な人でした」と懐かしそうに述べている。
グラマー女優として有名になるほど、作品が検閲にすぐ引っかかり話題となった。本人はいたって陽気であっけらかんとしたもので、「肉体は隠すから汚くなるもので、太陽の下ではさらせばさらすほどきれいになるものよ。」と意に介さなかった。
3回結婚しているが、同時代のグラマー女優ラナ・ターナーらに比べれば、スキャンダルが少ない。ジェーンは熱心なキリスト教徒で、養子縁組の支援活動も行っている。最初の夫で、アメリカンフットボール選手だったロバート・ウォーターフィールドは幼なじみであった。二度目の夫、三度目の夫とも亡くなるまで連れ添っている。
ハリウッドでも名の知れたプレイボーイであったハワード・ヒューズに見いだされながら、彼の魔の手から逃れられたのは「奇跡」だと言われている（本人曰く、酔って寝ていた自分に手を出そうとしたヒューズを一喝したところ、彼は何もせずに引き下がったという）。

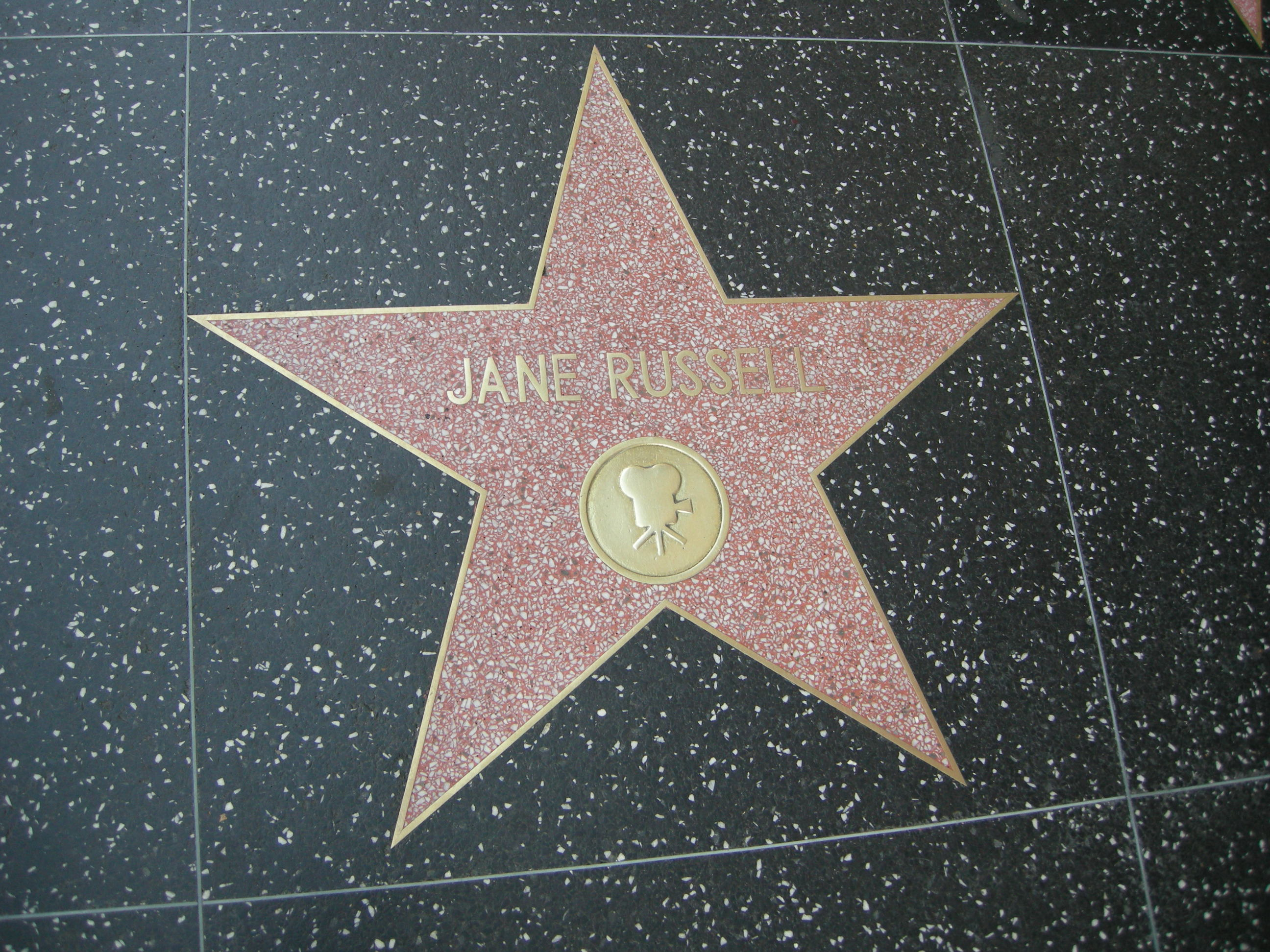
ハリウッド・ウォーク・オブ・フェーム

## 映画出演作品
- ならず者 The Outlaw (1943)
- カラミティ・ジェーンの大銃撃戦 The Paleface(1948)
- 犯罪都市 The Last Vegas Story (1951)
- 紳士は金髪がお好き Gentlemen Prefer Blondes (1953)
- フランス航路 The French Line (1954)
- 海底の黄金 Underwater! (1955)
- たくましき男たち The Tall Men （1955）
- 紳士はブルーネット娘と結婚する Gentlemen Marry Brunettes (1955)
- 熱い血 Hot Blood (1956)

## 脚註
1. ↑  セクシー女優　J.ラッセルさんが死去 産経新聞 2011年3月1日閲覧